# Kellner-Béchereau
Avions Kellner-Béchereau, (в отечественных источниках — Кельнер-Бешеро) — ныне не существующая французская авиастроительная компания межвоенного периода.
В 1930-е годы разработала несколько типов лёгких самолетов с так называемым «выдвижным» (или «двойным») крылом собственной конструкции, однако, ни один из них не добился коммерческого успеха. Наиболее известными являются рекордный 28VD, участвовавший в гонках на кубок Дёйча и учебный палубный E.60.
В 1942 году вошла в состав Morane-Saulnier.

## История

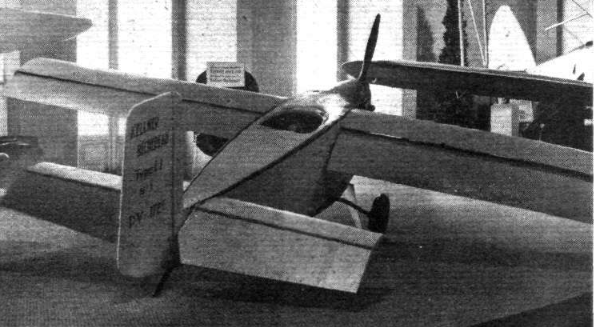
Kellner-Béchereau E.1

В 1931 году один из пионеров французской авиации Луи Бешеро (ранее уже работавший в фирмах Депердюссена, Блерио и Бернара) при финансовом участии владельца кузовной фабрики Жоржа Кельнера, основал авиастроительную компанию. Сын Жоржа, инженер Жак Кельнер стал её директором.
Завод, расположенный в Булонь-Бийанкур, начал строительство лёгких монопланов. собственной разработки. В 1933 году рекордный KB-28 участвовал в гонках на кубок Дёйча, но в ходе соревнований был разбит, а победителем стал Potez 53 (пилот Жорж Детре).
В 1936—37 годах компания выпустила несколько небольших монопланов, в конструкции которых применялось запатентованное Луи Бешеро, «двойное крыло» (фр. l'aile à tiroir). Советский «Справочник по иностранным самолётам» описывает этот узел следующим образом:

Передняя часть крыла крепится к фюзеляжу четырьмя болтами и представляет собой моноблок, образованный работающей металлической обшивкой и рядом продольных и поперечных усиливающих элементов. […]
Задняя часть крыла, состоящая из двух половин, подвешена на шарнирных кронштейнах, укреплённых под передней частью крыла; состоит из кессонной носовой части, к которой крепятся хвостовые нервюры. Кессон образован работающей обшивкой, нервюрами и стрингерами. Обшивка хвостовой части — полотняная. Эта часть крыла может работать как элероны.

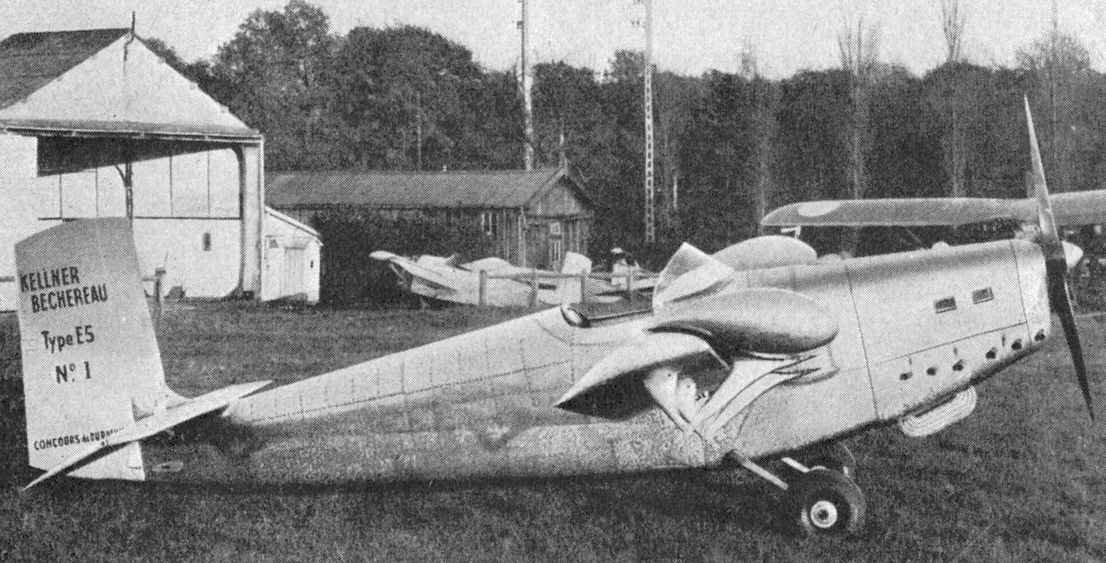
Kellner-Béchereau ED.5 фотография из журнала L'Aerophile, февраль 1938 года

Подобное крыло было впервые установлено на одноместном E.1 в 1936 году; вслед за ним появились двухместные EC.4 и ED.5. Они были спроектированы под требования Министерства авиации Франции к самолёту для обучения будущих военных лётчиков и штурманов в аэроклубах, создаваемых в рамках программы «Aviation Populaire» (её «наследником» является нынешняя SEFA). Однако Министерство предпочло Caudron C.270 и Salmson Cri-Cri которые были закуплены в большом количестве. Поэтому, компании Kellner-Béchereau решила перейти к выпуску Cri-Cri по лицензии, как и некоторые другие мелкие авиапроизводители.
С 1939 года в её отделе аэродинамики начал работать Жорж Полен, в 1934 году участвовавший в разработке обтекаемого кузова автомобиля Peugeot 601 Éclipse.
Одной из последних разработок Луи Бешеро стал моноплан E.60, учебный палубный самолёт для авианосцев ВМС Франции. Однако, серийное производство и этой модели не состоялось, на сей раз из-за начавшейся Второй мировой войны
Война самым фатальным образом повлияла на компанию. В 1941 году французским Гестапо были арестованы и годом позже казнены Жак Кельнер и участник Сопротивления Жорж Полен. В марте 1942 года завод был разрушен бомбардировкой союзников. Состоялось слияние остатков Kellner-Béchereau с компанией Aéroplanes Morane-Saulnier. Луи Бешеро проработал в ней директором одного из её отделов до выхода на пенсию в 1950 году..

## Продукция фирмы
- Kellner-Béchereau 23 (1932) : лёгкий низкоплан смешанной конструкции с 40-сильным двигателем Train 4T, 1 экземпляр;
- Kellner-Béchereau 28VD или KB28 (1933) : гоночный цельнометаллический низкоплан с двигателем Delage 12C.E.D.irs для участия в соревнованиях на кубок Дёйч-де-ла Мёрт, 1 экземпляр.[13][14]
- Kellner-Béchereau 29 проект истребителя с двигателем Delage 12 Gvis, 450 л. с. (по другим данным с тем же Delage 12CED) на основе KB28 для конкурса 1930 C1; по результатам был принят Dewoitine D.500.
- Kellner-Béchereau 30 проект истребителя с двигателем Hispano-Suiza 12, 500 л. с. также на основе KB28 для конкурса 1934 °C.1; принят Morane-Saulnier MS.406.
- Kellner-Béchereau E.1 (1936): экспериментальный деревянный высокоплан? с «двойным» крылом, двигатель Train 4T (40 л. с.), 1 экземпляр; 3 рекорда скорости установлены в 1936 и 1937 годах.
- E.2 проект двухместной модификации E.1 на конкурс Société Française du Duralumin; также планировался как цельнометаллический;
- E.3 опытный деревянный, а затем металлический самолёт, проект переименован в ED.5;
- Kellner-Béchereau E.4 или EC.4 (1937): деревянный двухместный среднеплан для программы Aviation Populaire; «двойное» крыло, двигатель Train 6T (по некоторым данным 90-л. с. Régnier 4Ec), 1 экземпляр.[15]
- Kellner-Béchereau E.5 или ED.5 (1937): цельнометаллический среднеплан с «двойным» крылом, двигатель Train T6 (60 л. с.), 1 экземпляр..[16]
- Kellner-Béchereau E.60 (1940): учебный палубный среднеплан с «двойным» крылом, 60-сильный двигатель Walter Mikron II 1 экземпляр[17]